# Ропа

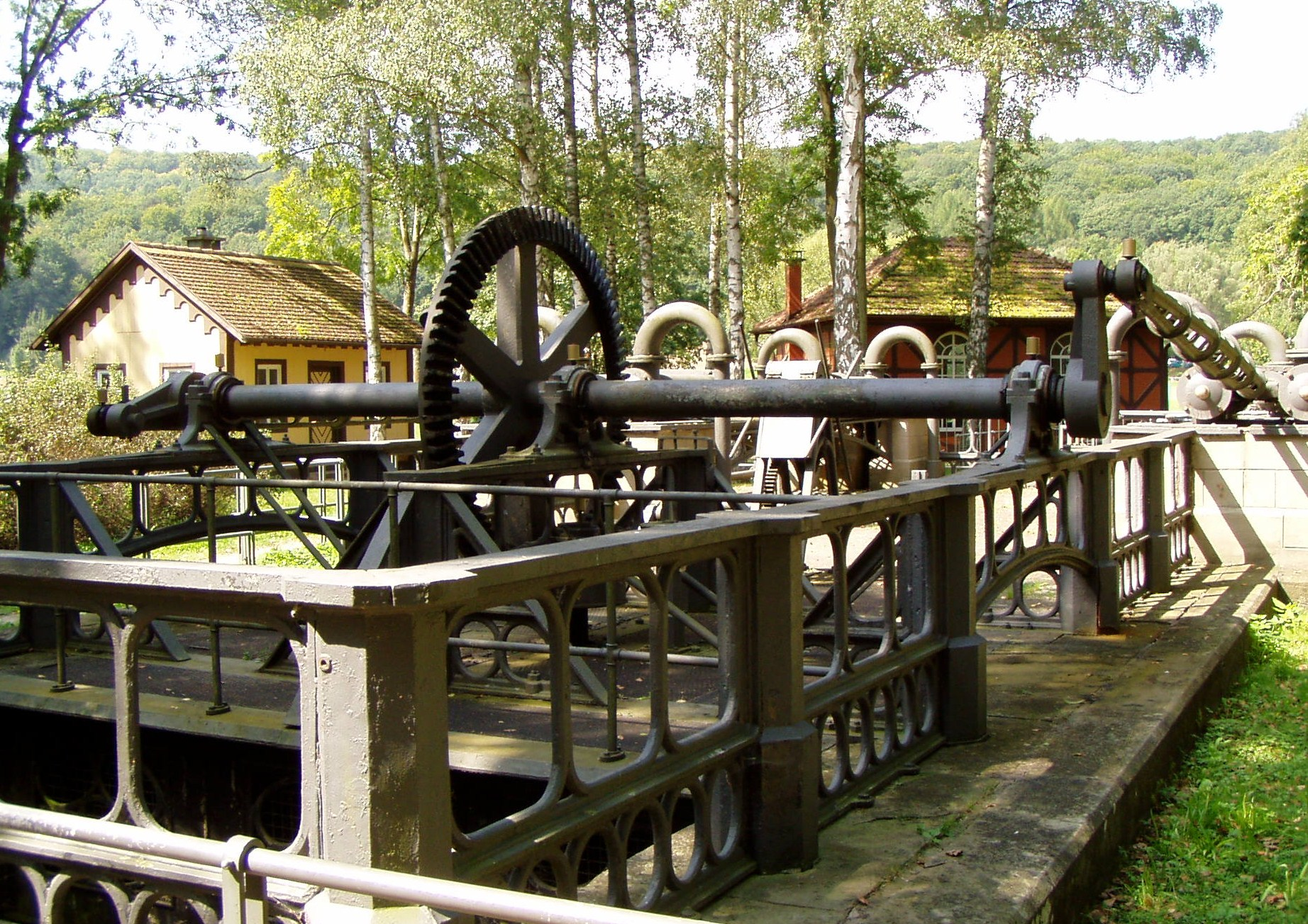
Помпа для відкачування ропи. Бад-Кіссінген, Німеччина, 1848 рік

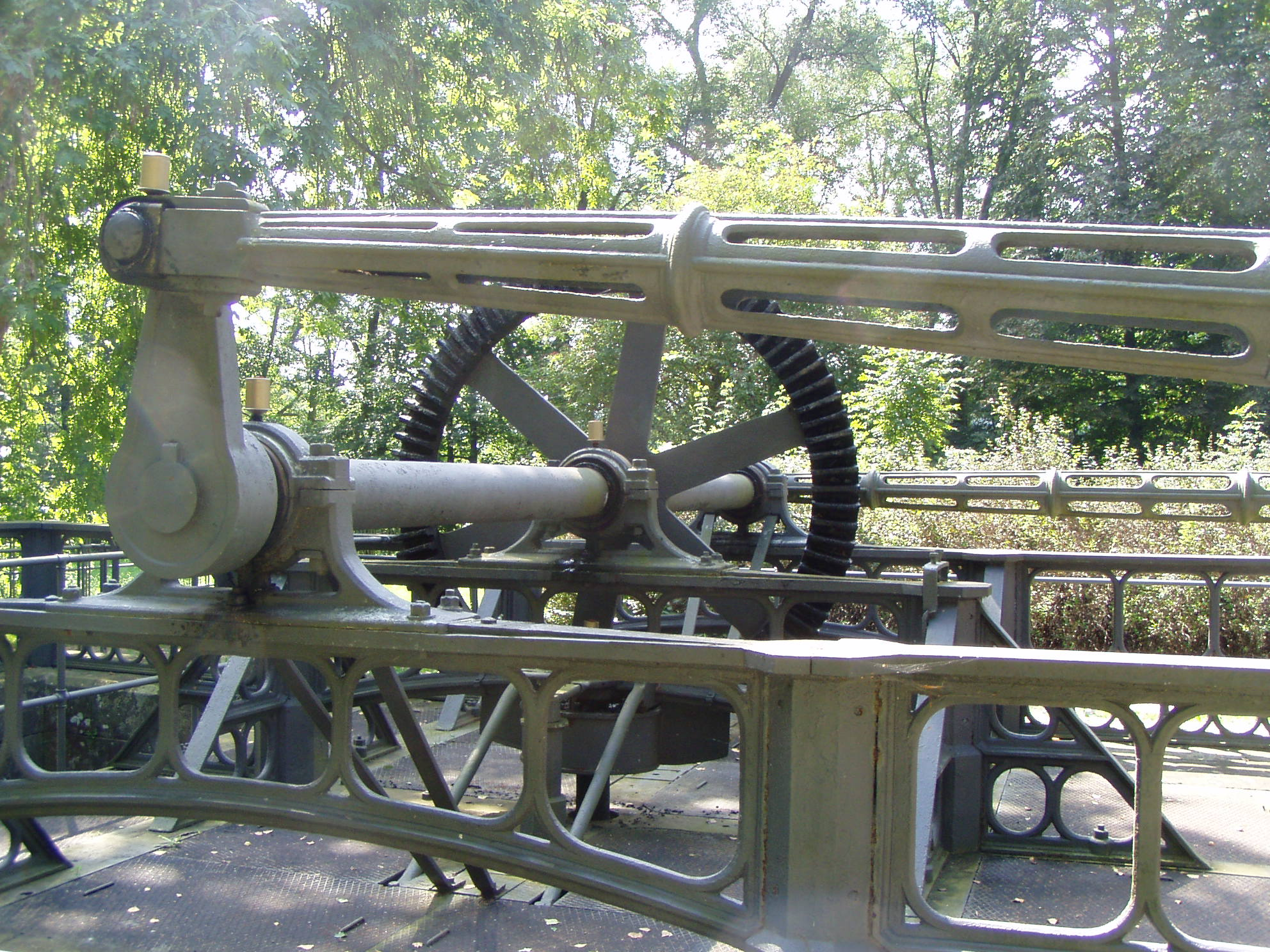
Помпа для відкачування ропи. Бад-Кіссінген, Німеччина, 1848 рік

Ропа́ (англ. natural brine, leach, нім. (natürliche) Sole der Salzseen, (natürliche) Salzsole, Salzlösung) — насичений соляний розчин у водоймищах, підземних пустотах та порах донних відкладів соленосних озер. Коли розчин досягає насичення, то з нього можуть виділятися мінерали солей, склад і порядок виділення яких зумовлюється фізико-хімічною рівновагою. За хімічним складом розрізняють ропу карбонатну, сульфатну та хлоридну. Використовується в промислових та лікувальних цілях.

## В Україні
На території України соляну (хлоридну) ропу добували вже на початку XI століття в найдавніших промислах Прикарпаття (місто Дрогобич, село Тустановичі), яка використовувалась для виварювання солі.

## Гідротермальна ропа
Гідротермальна ропа ( англ. hydrothermal brine, нім. hydrothermale Salzsole f) — гідротермальні розсоли, які знаходяться в мінералах у вигляді включень, з концентрацією розчинених сполук (г. ч. хлоридів) 50 %, невідомою в умовах земної поверхні.

## Новосадка

Новосадка в Криму. Район Сиваша.

Новосадка (рос. новосадка, англ. novosadka — сіль (кухонна, ґлауберова, сода), яка у вигляді твердої фази випадає з ропи протягом сезону.